# Apalachee Bay

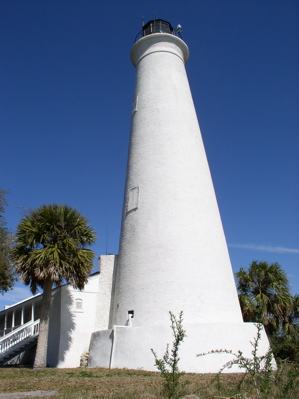
Latarnia morska St Marks, na północnym wybrzeżu

Apalachee Bay – zatoka będąca ramieniem Zatoki Meksykańskiej, wciskająca się w wybrzeże północnej Florydy, około 40 km na południe od Tallahassee. Zatoka graniczy z czterema hrabstwami stanu Floryda: Taylor, Jefferson, Wakulla i Franklin. Średnia głębokość zatoki wynosi od 1,8 do 6,1 m. Do zatoki wpływają cztery rzeki: Ochlockonee, St. Marks, Econfina i Aucilla. 
Dno zatoki wyróżnia się bujną wegetacją roślinną i ocenia się, że jest to obszar o największej gęstości trawy morskiej na półkuli północnej. Nazwa zatoki pochodzi od Apalaków (ang. Apalachee), plemienia rdzennych Amerykanów zamieszkujących rejon wokół zatoki. W 1528 roku w zatoce hiszpański konkwistador Pánfilo de Narváez zbudował pięć prymitywnych łodzi próbując ratować się ucieczką do Meksyku po nieudanych próbach podboju Florydy.